# 糸久八重子
糸久 八重子（いとひさ やえこ、1932年3月22日 - ）は、日本の政治家、元日本社会党参議院議員(2期)。

## 来歴
千葉県茂原市出身。千葉県立大原高等学校を経て、1954年千葉大学教育学部卒。千葉県各地で中学教諭を務め、1983年の第13回参議院議員通常選挙で千葉選挙区から日本社会党公認で立候補して当選。2期務めた。1991年に社会党副委員長に就任。1995年の第17回参議院議員通常選挙に出馬せず引退した。